# Scopula abolita
Scopula abolita là một loài bướm đêm trong họ Geometridae. Loài này được Claude Herbulot mô tả năm 1956. Đây là loài đặc hữu của Madagascar.